# Paya Lebar (métro de Singapour)
Paya Lebar est une station de métro à Singapour. 